# Le Jour plus long que la nuit
Pour plus de détails, voir Fiche technique et Distribution.
Le Jour plus long que la nuit (დღეს ღამე უთენებია, Dges game utenebia) est un film soviétique réalisé par Lana Gogoberidze, sorti en 1983,.

## Fiche technique
- Titre original : Dges game utenebia
- Titre français : Le Jour plus long que la nuit
- Réalisation : Lana Gogoberidze
- Scénario : Zaira Arsenishvili et Lana Gogoberidze[1]
- Photographie : Nugzar Erkomaishvili
- Musique : Giya Kancheli[3]
- Pays d'origine : URSS
- Format : Couleurs - 35 mm - Stéréo
- Genre : drame
- Durée : 138 minutes
- Date de sortie :
  - France : mai 1984 (Festival de Cannes 1984)

## Distribution
- Darejan Kharshiladze : Eva jeune
- Tamari Skhirtladze : Eva âgé
- Guram Pirtskhalava : Spyridon, le mari d'Eva
- Irakli Khizanishvili : Archil, professionnel révolutionnaire
- Guram Palavandishvili : Georgiy le berger, le mari d'Eva
- Leo Pilpani : le père d'Eva
- Akaki Khidasheli : Mnate

## Sélection
- Festival de Cannes 1984 : sélection en compétition officielle